# XMMXCS 2215-1738
XMMXCS 2215-1738 – duża gromada galaktyk, oddalona o około 10 miliardów lat świetlnych od Ziemi. W chwili odkrycia była najbardziej oddaloną od Ziemi znaną gromadą (współczynnik przesunięcia ku czerwieni z=1,45). Została odkryta w 2006 roku przez satelitę XMM-Newton. Do oszacowania odległości użyto Teleskopów Kecka, a do dalszych obserwacji wykorzystywano Kosmiczny Teleskop Hubble’a.
Do czasu odkrycia w 2008 gromady 2XMM J083026+524133, gromada XMMXCS 2215-1738 była największą znaną spośród bardzo odległych gromad galaktyk (o współczynniku z>=1).
Co do nazwy gromady w źródłach występują nieścisłości. W niektórych gromada nazywana jest XMMXCS 2215-1734, a w niektórych obie nazwy zarówno XMMXCS 2215-1738, jak i XMMXCS 2215-1734 pojawiają się zamiennie.